# Zdzisław Smoczyk
Zdzisław Smoczyk (ur. 25 grudnia 1929 w Kościanie, zm. 28 kwietnia 2010 w Lesznie) – polski żużlowiec.

## Życiorys

### Życie prywatne
Brat Alfreda Smoczyka, również żużlowca.

### Kariera sportowa
Trzykrotny drużynowy mistrz Polski (w latach 1950, 1953, 1954 – w barwach klubu Unia Leszno) oraz drużynowy wicemistrz Polski (1952 – w barwach klubu CWKS Warszawa).
W 1950 awansował do rozegranego w Krakowie finału indywidualnych mistrzostw Polski, zajmując XIII miejsce.